# Justin Meldal-Johnsen
Justin Meldal-Johnsen (nascido em 1970 em Eugene, Oregon) é um baixista , produtor, tecladista, programador e engenheiro de som, mais conhecido pelo seu trabalho com o ganhador do Grammy, Beck. Meldal-Johnsen tocou com o Nine Inch Nails durante sua turnê de verão em 2008. Produziu os álbuns Paramore e After Laughter, a banda qual ele tocou os baixos no album de estudio After Laughter